# Grofovija
Grofovija izvorno, u franačkoj državi od doba Merovinga označava upravno područje na čijem čelu u ulozi suca stoji grof. Kasnije je označavala područje čiji je grof u sudstvu i upravi bio odgovoran neposredno kralju, a na kraju i nasljednu zemlju neke grofovske obitelji. Takav se sustav proširio kroz Sveto Rimsko Carstvo, a od normanskih osvajanja postoji i u Engleskoj, pa onda i od nje ovisnim zemljama.
Pojam grofovija rabi se i prilikom prijevoda na hrvatski naziva manjih administrativnih jedinica u nekim zemljama (npr. county u Velikoj Britaniji, SAD-u i Irskoj).

## Povijest
Prema Saskom ogledalu (donjenjemački: Sassenspegel) u razdoblju oko 1230. godine grof je imao ulogu posebnog suca koji je sudio u ime kralja, posebice u sporovima među plemstvom. Prilikom nastanka njemačkih zemalja u kasnom  srednjem vijeku, grofovije su imale naročitu ulogu, jer su međusobnim preuzimanjem i okrupnjavanjem izrastale u djelomično ili sasvim suverene zemlje. 14. stoljeće označava već kraj grofovija u njihovu izvornom smislu.
1521. godine postojale su Svetom Rimskom Carstvu 144 grofovije čiji su gospodari bili neposredno odgovorni kralju (njem. Reichsgrafschaften).
S vremenom u raznim krajevima, osobito od 15. stoljeća grofovije nemaju više ulogu administrativne podjele, nego se tako počinju nazivati sva područja kojima upravljaju grofovi. Administrativna podjela na grofovije zadržala se do danas samo u anglo-saksonskim zemljama.
U srednjovjekovnoj i osobito renesansnoj Italiji grofovije (tal. contea) bile su neovisne državice, baš kao i vojvodstva (tal. ducato).
U hrvatskim krajevima nisu postojale grofovije, a s njima se na istu ravan obično stavljaju hrvatske i ugarske županije, premda su imale drugačije ustrojstvo i razvitak od germanskih grofovija.

## Marka
Marka (njem. Markgrafschaft) u početku je bila grofovija u graničnom području, nerijetko znatno većeg opsega od obične grofovije. Na čelu marke bio je markgrof (također, prema francuskom, i markiz), a imala je pretežno vojni značaj. Markgrof bio je višeg ranga od grofa. Današnje njemačke savezne zemlje Brandenburg i Saska nastale su od marki, kao i talijanska regija Marke, baš kao što je i Istra pod Habsburškom vlašću bila marka.